# 神鬼寓言系列
神鬼寓言系列是發行於Xbox、Microsoft Windows、macOS、Xbox 360及Xbox One等平台的動作角色扮演遊戲系列。本系列由Lionhead Studios開發直到2016年該工作室關閉，目前由遊樂場遊戲工作室接手開發，Xbox游戏工作室負責發行。

## 遊戲設定
《神鬼寓言》系列發生在名叫阿爾比恩的虛構國家；在第一部的時代，該國由數個廣大農村或原野夾雜其中的自治城邦所組成。最初設定類似中世紀英國，包含許多歐洲元素。“阿爾比恩”本身即為大不列顛島古老但還在使用的地名。時代會隨著每部遊戲有所更迭：在《神鬼寓言II》阿爾比恩發展到類似啟蒙時代，到了《神鬼寓言III》則已成為統一的君主制國家，並正在經歷類似18到19世紀的工業革命。
在第一部《神鬼寓言》中，玩家扮演一個孤兒，因為強盜攻擊他的村莊、殺害他的雙親並綁架他的姐姐而被迫踏上英雄的人生。玩家在遊戲中的選擇會影響阿爾比恩居民對英雄的觀感與反應，並會改變英雄的外表來反映他作過的好事或壞事。除了執行任務以了解英雄的家人發生了什麼，玩家還能參與選擇性任務，例如貿易、戀愛與婚姻、酒吧小遊戲、拳擊、探索與盜竊。設定任務是故事發展的動力。
《神鬼寓言II》發生在第一部的500年後。遊戲背景類似17世紀末到18世紀初的歐洲，攔路強盜與啟蒙運動的時代。科學與更多現代觀點蓋過了舊阿爾比恩的宗教與魔法。村子發展為城市，武器在慢慢採用火藥，社交、家庭與經濟生活賦予更多可能性以及挑戰。該續作基本擴展了前作大部分的遊戲體驗，但保留了遊玩的基本模式。作為遊戲世界，阿爾比恩大陸變得更大，卻包含更少的區域，被保留的區域則更加發達並有更多細節。與《神鬼寓言》相比解開任務不在是故事的基礎；本作中，故事會根據玩家所處的時間與地點來發展，這給了遊戲比前作更多的互動性。
《神鬼寓言III》發生在《神鬼寓言II》的50年後。本作的歷史發展比上一代更加先進：阿爾比恩正在經歷工業革命，類似19世紀初的社會。在整個系列中，道德發展（正面的或負面的）是本作的核心。道德發展擴充為包含私人或心理的，並有更多政治考量，因為遊戲主旨為推翻阿爾比恩的暴君以及保護大陸免於來自外海的攻擊。

## 遊玩機制
作為電子角色扮演遊戲，《神鬼寓言》系列構建了玩家操控的主角的角色發展，此發展與該角色和遊戲世界的互動相關聯。該互動的主要和《神鬼寓言》系列裡與人的互動有關，例如對話、講故事、教育、交易、比賽、追求與發展關係或是打鬥。
玩家可以藉由各種參數來操控主角的角色發展，例如魔法、力量與社交技巧。玩家還能控制主角的道德良知，讓主角能在正面或負面的條件下開發相對應的技能。
除了這個基本的遊玩機制，有些版本專注於支線任務，讓主角既有機會開發，又能揭開遊戲故事的線索。
《神鬼寓言II》、《神鬼寓言III》包含合作模式，讓兩個玩家能在不同任務中以各自的角色攜手合作。

## 系列作品
| 2004 | 神鬼寓言             |
| 2005 | 神鬼寓言：失落之章   |
| 2006 |                      |
| 2007 |                      |
| 2008 | 神鬼寓言II           |
| 2008 | 神鬼寓言II：酒吧遊戲 |
| 2009 |                      |
| 2010 | 神鬼寓言III          |
| 2011 | 神鬼寓言：金幣高爾夫 |
| 2012 | 神鬼寓言：英雄       |
| 2012 | 神鬼寓言：魔幻旅程   |
| 2013 |                      |
| 2014 | 神鬼寓言：紀念版     |
| 2015 |                      |
| 2016 |                      |
| 2017 | 神鬼寓言：財富       |
| 2018 |                      |
| 2019 |                      |
| 2020 |                      |
| 2021 |                      |
| 2022 |                      |
| 2023 |                      |
| 2024 |                      |
| 待定 | 神鬼寓言重啟版       |

| 游戏                 | Metacritic                  |
| -------------------- | --------------------------- |
| 神鬼寓言             | (Xbox) 85 (PC) 83 (X360) 68 |
| 神鬼寓言II           | (X360) 89                   |
| 神鬼寓言II：酒吧遊戲 | (X360) 53                   |
| 神鬼寓言III          | (X360) 80 (PC) 75           |
| 神鬼寓言：英雄       | (X360) 55                   |
| 神鬼寓言：魔幻旅程   | (X360) 61                   |

### 神鬼寓言（2001–2006）
系列首作《神鬼寓言》於2001年由開發商Lionhead Studios首次公布。首席設計師與Lionhead聯合創始人彼得·莫利紐茲表示該作“保證將是前所未有的體驗”並會“掀起RPG革命”。《神鬼寓言》在2004年9月14日於Xbox發行。由於大部分報導指出大量莫利紐茲未被兌現的“承諾”導致遊戲內容空洞，該作一開始被認為差強人意，很快莫利紐茲也為此道歉，吸引更多媒體報導。
儘管獲得美商藝電等大公司的報價，《神鬼寓言》開發過程的好高騖遠以及對銷量的高估導致Lionhead Studios股價大跌並負債。為了獲得更多預算，Lionhead與Xbox遊戲工作室簽約。遊戲的擴充內容《神鬼寓言：失落的篇章》於2005年9月在Windows與Xbox上發行。2008年3月31日Feral Interactive將該作移植到Mac平台。該作包含多種形式的新內容，並在微軟的支持下獲得評論與商業成功。

### 神鬼寓言II、神鬼寓言III（2006–2012）
本系列的第一部續作《神鬼寓言II》在2008年10月24日發行於Xbox 360，並獲得評論與商業成功。該作含包含一款在Xbox Live Arcade發行的配套遊戲《神鬼寓言II：酒吧遊戲》，以及一款能讓玩家在主線遊戲中打開秘密寶箱的線上互動式Flash遊戲《神鬼寓言：一個英雄的故事》（Fable: A Hero's Tale）。
第三部遊戲《神鬼寓言II》分別於2010年10月29日和2011年3月17日於Xbox 360及Microsoft Windows發行，亦包含一款配套手機遊戲《神鬼寓言：金幣高爾夫》（Fable: Coin Golf）。
2012年5月2日，《神鬼寓言：英雄》於Xbox Live Arcade發行。儘管與本系列其它作品有較大差異並獲得混和評價，作為一款多人闔家清版動作遊戲，該作因仍包含粉絲最喜歡的一些系列經典元素而受粉絲歡迎。

### 沒落（2012–2020）
《神鬼寓言：魔幻旅程》，本系列的衍生作品，於2012年10月發行於北美及歐洲；本作使用Xbox 360的Kinect附件。本系列的首席設計師彼得·莫利紐茲於2012年離開Lionhead Studios。
Lionhead Studios於2014年2月發行了Xbox 360重製版遊戲《神鬼寓言：紀念版》，該作還包含《失落的篇章》，並獲得混和評價。《神鬼寓言三部曲》，一款包含《神鬼寓言：紀念版》、《神鬼寓言II》與《神鬼寓言III》的Xbox 360遊戲合輯，於2014年2月發行。
《神鬼寓言》主題卡牌遊戲於2014年3月4日做為Microsoft Solitaire Collection的一部分在PC上發行。
2013年8月，Lionhead Studios發布了一部《神鬼寓言：傳奇》的預告片，一款背景設在遠早於第一部的“英雄時代”的Xbox One遊戲。預告片宣傳玩家可以與另外四名玩家並肩作戰，並能選擇要在故事中扮演英雄還是反派。微軟在2016年3月取消了該遊戲計畫，沒過多久Lionhead Studios也跟著關閉。
2016年3月，Lionhead原先的開發者們在Kickstarter上發起了《神鬼寓言：財富》的群眾募資活動，一款免費遊玩的交換卡片遊戲。該作在Lionhead關閉前便已進入開發階段。該作在2018年2月發行於Xbox One平台。

### 重啟（2020–至今）
2018年1月，有傳聞指出遊樂場遊戲工作室正在開發《神鬼寓言IV》，該工作室正在為一款開放世界角色扮演遊戲招募177個職缺。在2020年7月的Xbox遊戲展示會上，一款新的《神鬼寓言》遊戲被宣布正在開發中，將在未公開的日期發行於Xbox Series X/S及Microsoft Windows。它將會在《極限競速系列》的內部遊戲引擎ForzaTech上運行。

## 外部連結
- Lionhead官網 （页面存档备份，存于）